# كينيث مولوي
كينيث مولوي (بالإنجليزية: Kenneth Molloy)‏ هو قاضي أمريكي، ولد في 2 أغسطس 1919، وتوفي في 9 مارس 1999.